# Aleksander Goch
Aleksander Goch (ur. 26 marca 1966 w Poznaniu) – polski lekarz, specjalista chorób wewnętrznych, kardiolog i hipertensjolog, profesor nauk medycznych (2012, doktorat 1996, habilitacja 2005), podpułkownik rezerwy. Promotor oraz recenzent prac doktorskich i habilitacyjnych. Kieruje Kliniką Kardiologii i Kardiochirurgii 10 Wojskowego Szpitala Klinicznego z Polikliniką SP ZOZ w Bydgoszczy, pracuje także w Katedrze Fizjoterapii Collegium Medicum w Bydgoszczy Uniwersytetu Mikołaja Kopernika w Toruniu. Kujawsko-pomorski konsultant wojewódzki w dziedzinie kardiologii.
Od grudnia 2019 zastępca dyrektora ds. medycznych w Regionalnym Szpitalu Specjalistycznym w Grudziądzu